# The Magic Glass
The Magic Glass è un cortometraggio muto del 1914 diretto da Hay Plumb.

## Trama
Un ragazzo usa un liquido del professore per creare degli oggetti trasparenti.

## Produzione
Il film fu prodotto dalla Hepworth.

## Distribuzione
Distribuito dalla Hepworth, il film - un cortometraggio di tredici minuti - uscì nelle sale cinematografiche britanniche nel giugno 1914.
Fu distrutto nel 1924 dallo stesso produttore, Cecil M. Hepworth. Fallito e in gravissime difficoltà finanziarie, Hepworth pensò in questo modo di poter almeno recuperare il nitrato d'argento della pellicola.